# Michael Murphy (Autor)
Michael Murphy (* 3. September 1930 in Salinas, Kalifornien) ist Mitbegründer des Esalen-Instituts, Mitglied des Integral Institute, eine Person in der amerikanischen Human Potential Bewegung und Autor von Büchern über außergewöhnliche menschliche Potentiale.

## Leben
Murphys Vater war Ire, seine Mutter war baskischer Abstammung. Eine Legende sagt, John Steinbeck habe die Figuren „Aaron“ und „Cal“ aus seinem Roman Jenseits von Eden Murphy und seinem jüngeren Bruder Dennis nachgebildet (Steinbeck war ein Freund der Familie Murphy, nachdem Murphys Großvater, der Arzt war, Steinbeck bei seiner Geburt entbunden hatte). Im April 1950, während des vormedizinischen Studiums an der Stanford University, besuchte er zufällig eine Vorlesung der vergleichenden Religionswissenschaft, die Interesse an der Integration von Denkrichtungen des Ostens und des Westens entfachte, wonach er sich in diesem Fach einschreiben ließ und später zu meditieren begann. Am 15. Januar 1951 hatte er dann angeblich während einer Meditation an einem See bei Stanford ein Schlüsselerlebnis, das er als Drehpunkt bezeichnete. Er meldete sich vom vormedizinischen Studium ab und folgte einer neuen Vision für sein Leben.
Murphy setzte sein Studium formal im Fach Psychologie an der Stanford-Universität fort und erlangte hierin 1952 den Grad eines B.A. Nach Abschluss des Studiums wurde er zur United States Army einberufen und war zwei Jahre als Psychologe in Puerto Rico stationiert. Er kehrte anschließend für ein halbes Jahr nach Stanford zurück und begann ein Graduiertenstudium in Philosophie, bis er schließlich 1956 nach Indien ging. In den Jahren 1956 und 1957 meditierte Murphy im Sri Aurobindo Ashram in Pondicherry, Indien. Wahrscheinlich entstanden seine Ideen über die Verbindungen zwischen der Evolution des Menschen, dem Potential des Menschen und seiner spirituellen Entwicklung zumindest teilweise hier.
1960 traf Murphy während eines Aufenthalts in San Francisco seinen Studienkollegen Dick Price. Zusammen mit ihm gründete er 1962 auf 51 ha Land, die seiner Familie gehörten, das Esalen-Institut in Big Sur, Kalifornien. Im Laufe des Jahres 1972 zog er sich aus der aktiven Arbeit in Esalen zurück, um sich mehr dem Schreiben zuzuwenden. Er blieb Vorsitzender der Institutsleitung und war auch weiterhin eine Schlüsselfigur in Forschungsprojekten des Esalen Zentrums für Theorie und Forschung. In den 1980er Jahren organisierte Murphy das von Esalen ausgehende sowjetisch-amerikanische Austauschprogramm, das dann Initiator von Boris Jelzins erstem Besuch der USA 1990 gewesen sein soll.
1992 veröffentlichte er sein Buch „Der Quanten-Mensch“ (Originaltitel: The Future of the Body), worin er die außergewöhnlichen Fähigkeiten des Menschen (Heilung, Hypnose, Friedensforschung, Yoga, Telepathie, Hellsehen und heldenhafte übermenschliche Kraftentfaltungen) durch die Geschichte hindurch und in allen Kulturen dokumentiert und vergleichend kommentiert. Er sammelte darin Belege für die Existenz der außergewöhnlichen Phänomene. Murphy ist Golfer und hat zwei Bücher mit erfundenen Handlungen über Golf und das menschliche Potential geschrieben. Seine 1972 geschriebene Novelle „Golf und Psyche“ (Originaltitel: Golf in the Kingdom) wurde seit ihrem Erscheinen mehrmals aufgelegt.

## Bibliografie
- Golf in the Kingdom (Fiktion) (1972)
- Jacob Atabet (Fiktion) (1977)
- The Psychic Side of Sports (nicht fiktiv, gemeinsam mit Rhea White) (1978)
- An End to Ordinary History: A Novel (Fiktion) (1982)
- The Future of the Body: Explorations into the Further Evolution of Human Nature (1992). Deutsch: Der QuantenMensch. Ein Blick in die Entfaltung des menschlichen Potentials im 21. Jahrhundert. Integral, Wessobrunn 1994. Übersetzt von Manfred Miethe. ISBN 3-89304-699-2
- The Life We Are Given: A Long-Term Program for Realizing the Potential of Body, Mind, Heart, and Soul (nicht fiktiv, gemeinsam mit George Leonard) (1995)
- In the Zone: Transcendent Experience in Sports (nicht fiktiv, Überarbeitung von The Psychic Side of Sports, gemeinsam mit Rhea White) (1995)
- The Physical and Psychological Effects of Meditation: A Review of Contemporary Research With a Comprehensive Bibliography, 1931-1996 (nicht fiktiv, zweite Ausgabe) (1997)
- The Kingdom of Shivas Irons (Fiktion – aufbauend auf Golf in the Kingdom) (1997)
- God and the Evolving Universe: The Next Step in Personal Evolution (nicht fiktiv, gemeinsam mit James Redfield und Sylvia Timbers)